# Спасское сельское поселение (Мордовия)
Спасское се́льское поселе́ние — упразднённое муниципальное образование в Большеигнатовском районе Мордовии Российской Федерации.
Административный центр — село Спасское.

## История
Статус и границы сельского поселения установлены Законом Республики Мордовия от 1 декабря 2004 года № 96-З «Об установлении границ муниципальных образований Большеигнатовского муниципального района, Большеигнатовского муниципального района и наделении их статусом сельского поселения и муниципального района».
Законом от 26 мая 2014 года, в Спасское сельское поселение были включены все населённые пункты  Атяшевского сельского поселения (сельсовета).
Упразднено в 2019 году с включением всех населённых пунктов в Старочамзинское сельское поселение (сельсовет).

## Население
| 2002 | 2010 | 2012 | 2013 | 2014 | 2015 | 2016 |
| ---- | ---- | ---- | ---- | ---- | ---- | ---- |
| 621  | ↘520 | ↘503 | ↘495 | ↘479 | ↗712 | ↘689 |
| 2017 | 2018 | 2019 | 2020 |      |      |      |
| ↘664 | ↘652 | ↘621 | ↘594 |      |      |      |

## Состав сельского поселения
| № | Населённый пункт | Тип населённого пункта | Население |
| - | ---------------- | ---------------------- | --------- |
| 1 | Аржадеево        | село                   | ↘176      |
| 2 | Атяшево          | село                   | ↘248      |
| 3 | Моревка          | село                   | ↘111      |
| 4 | Спасское         | село                   | ↘233      |